# 3803 Tuchkova
A 3803 Tuchkova (ideiglenes jelöléssel 1981 TP1) a Naprendszer kisbolygóövében található aszteroida. Ljudmilla Vasziljevna Zsuravljova fedezte fel 1981. október 2-án.